# Bordighera
Bordighera is een gemeente in de Italiaanse provincie Imperia (regio Ligurië) en telde per einde 2004: 10.647 inwoners. De oppervlakte bedraagt 10,4 km², de bevolkingsdichtheid is 1014 inwoners per km.
Bordighera is bekend om zijn vele gebouwen uit de belle époque en was voor de Eerste Wereldoorlog een door de Europese adel en elite veel bezochte badplaats om tot rust te komen. Het monumentale Hotel Angst is een goed voorbeeld van een hotel in de belle-epoque bouwstijl.

## Demografie
Bordighera telt ongeveer 5197 huishoudens. Het aantal inwoners daalde in de periode 1991-2001 met 7,5% volgens cijfers uit de tienjaarlijkse volkstellingen van ISTAT.
| Jaar | Inwoneraantal |
| ---- | ------------- |
| 1991 | 11.129        |
| 2001 | 10.292        |

## Geografie
De gemeente ligt op ongeveer 5 m boven zeeniveau.
Bordighera grenst aan de volgende gemeenten: Ospedaletti, Vallebona, Vallecrosia.

## Externe link

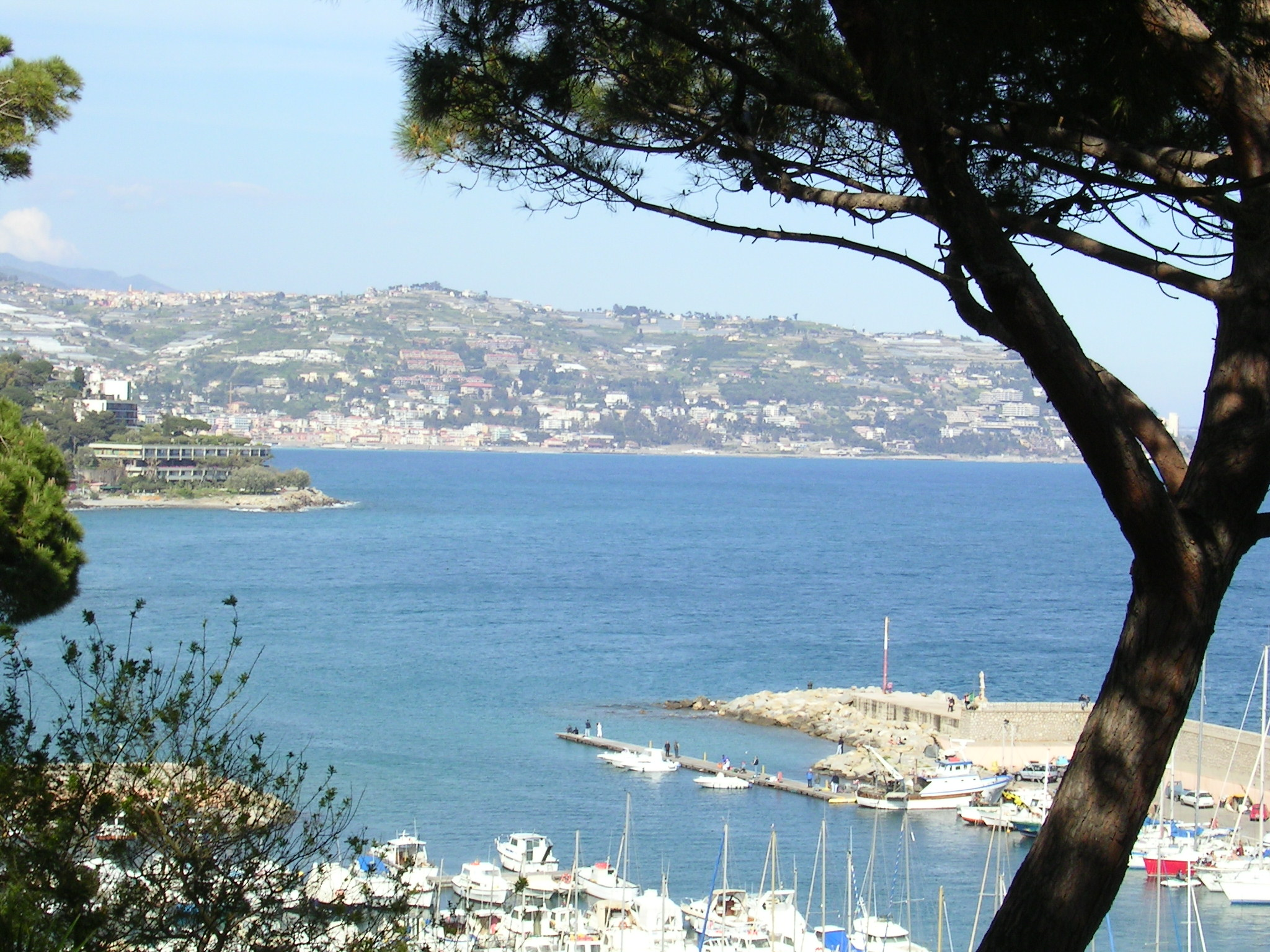
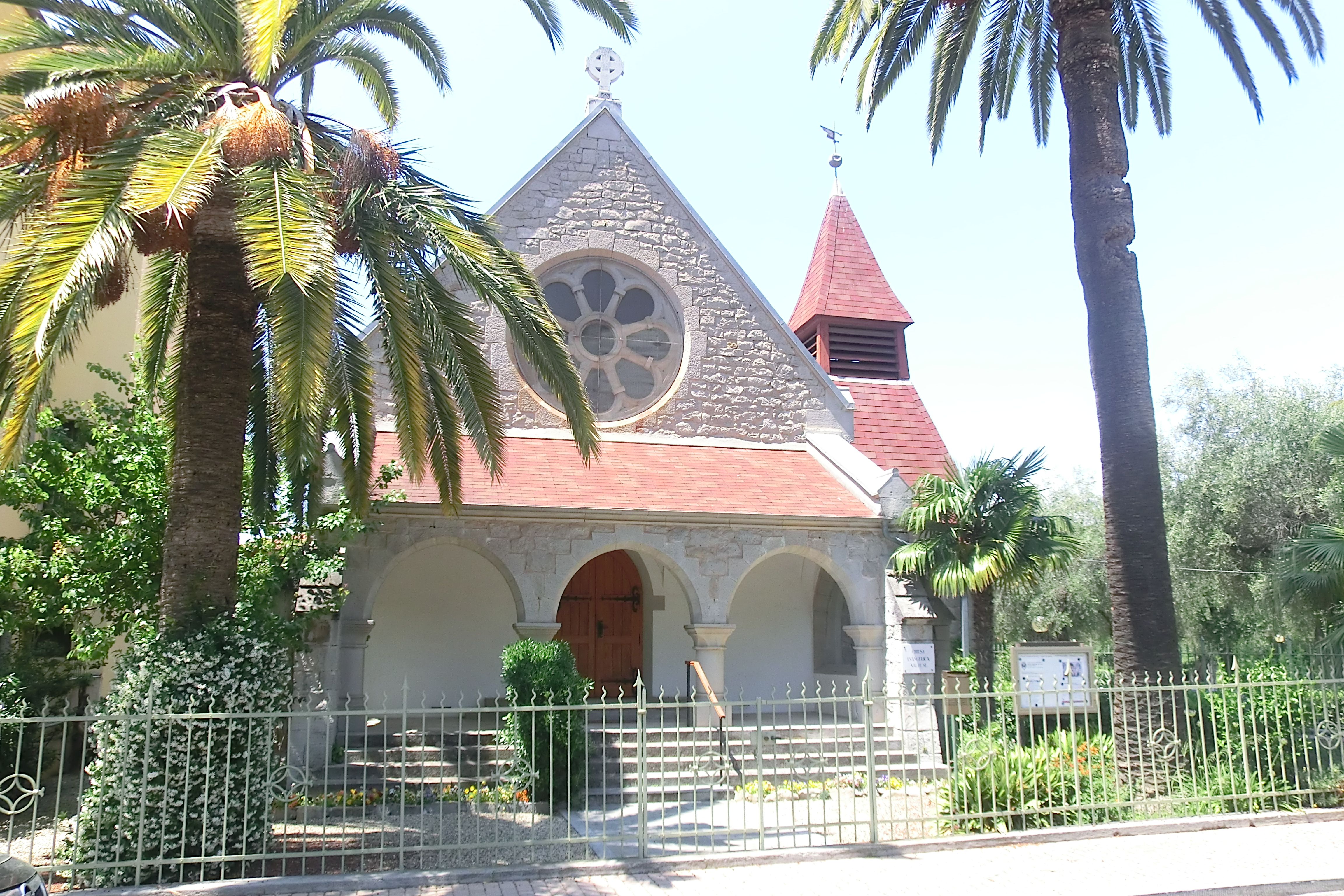
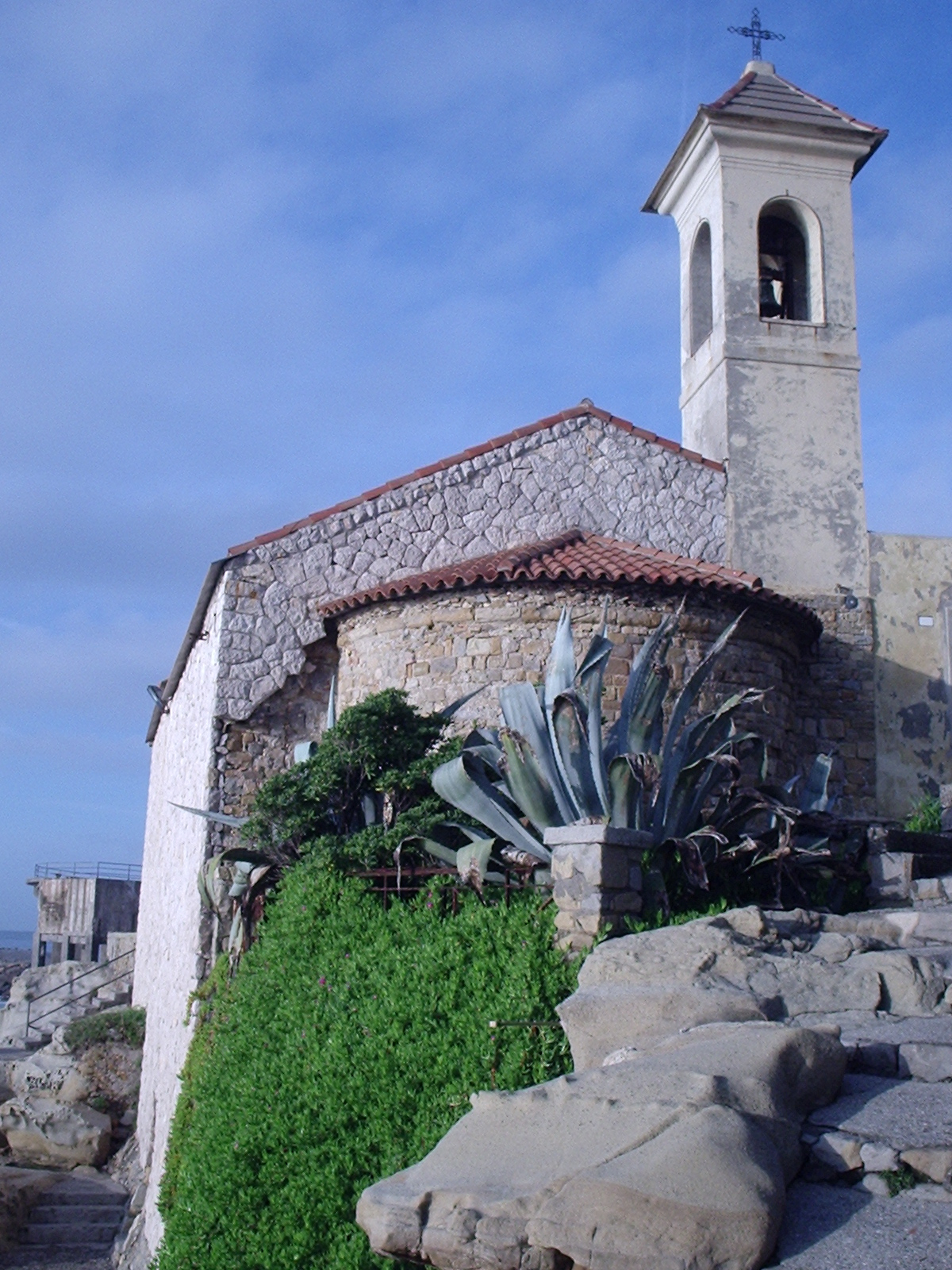
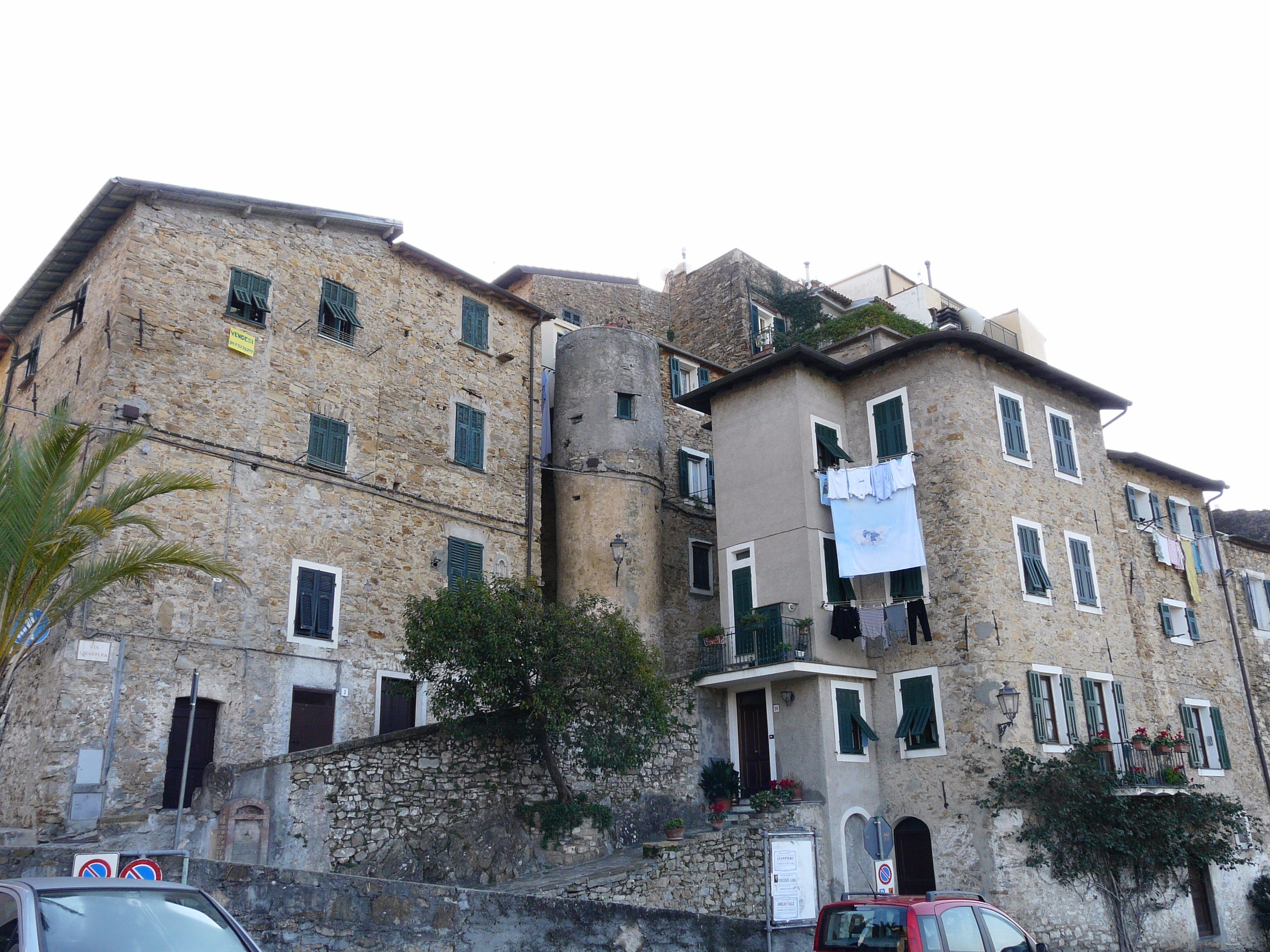
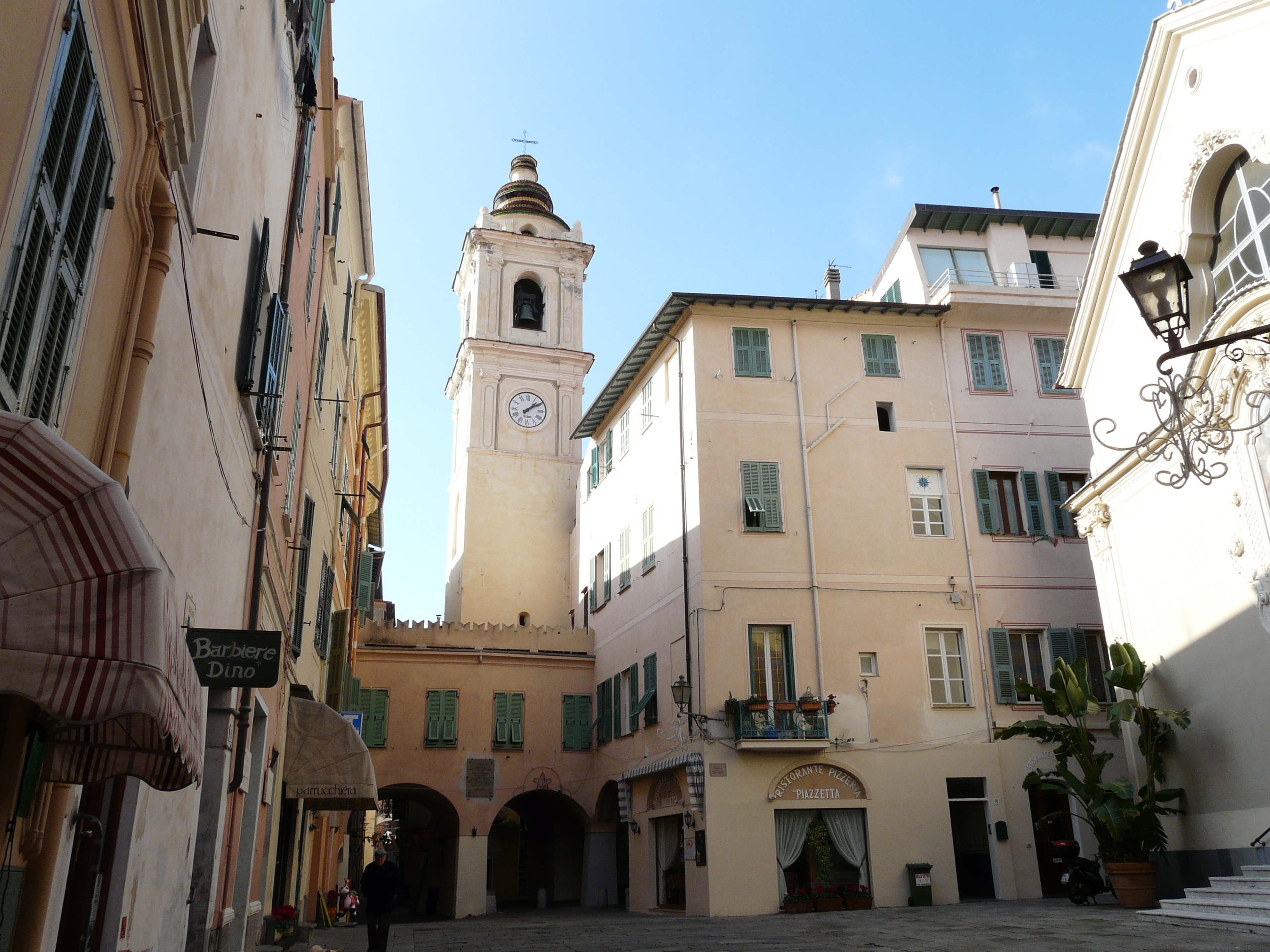
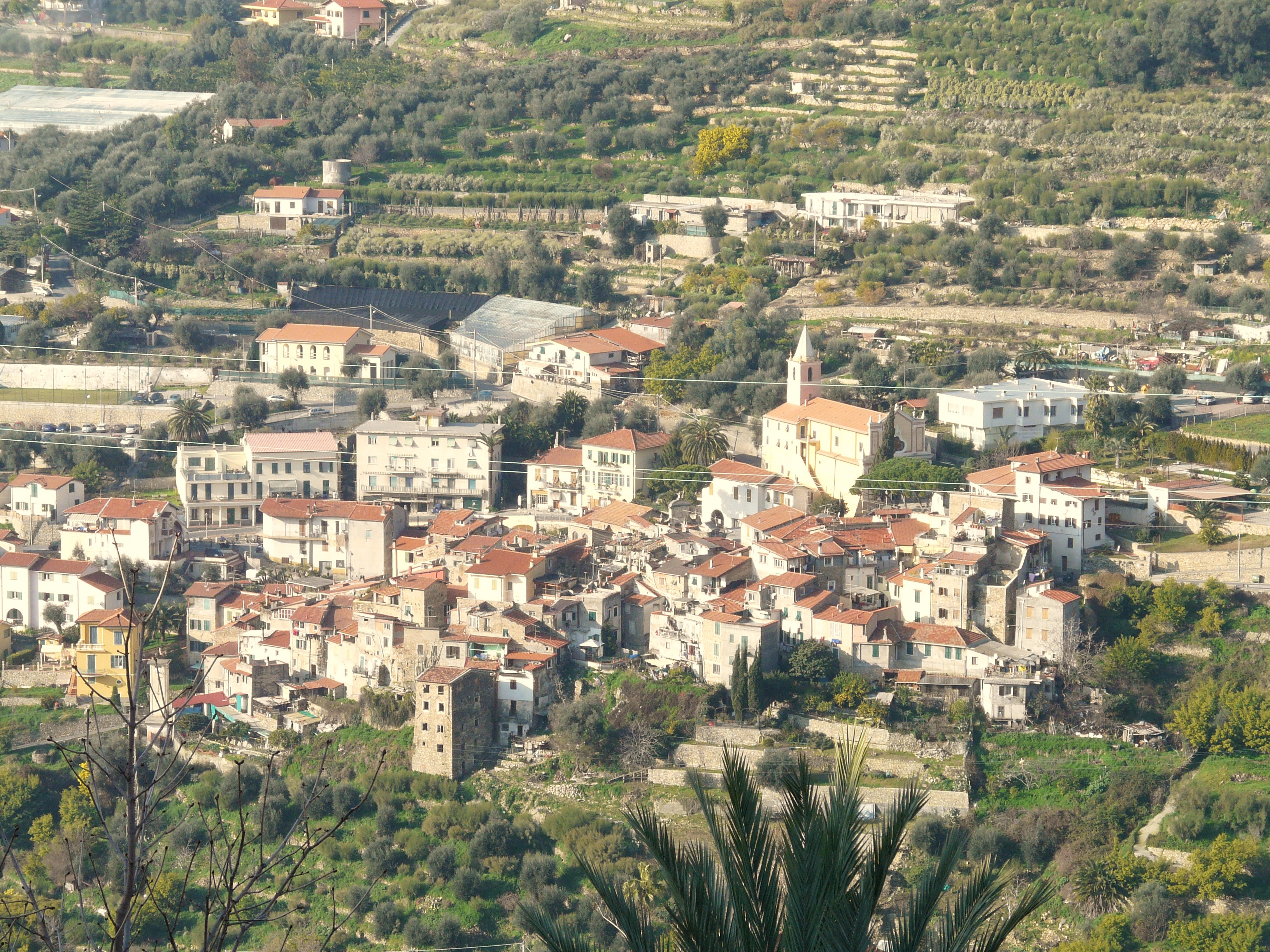
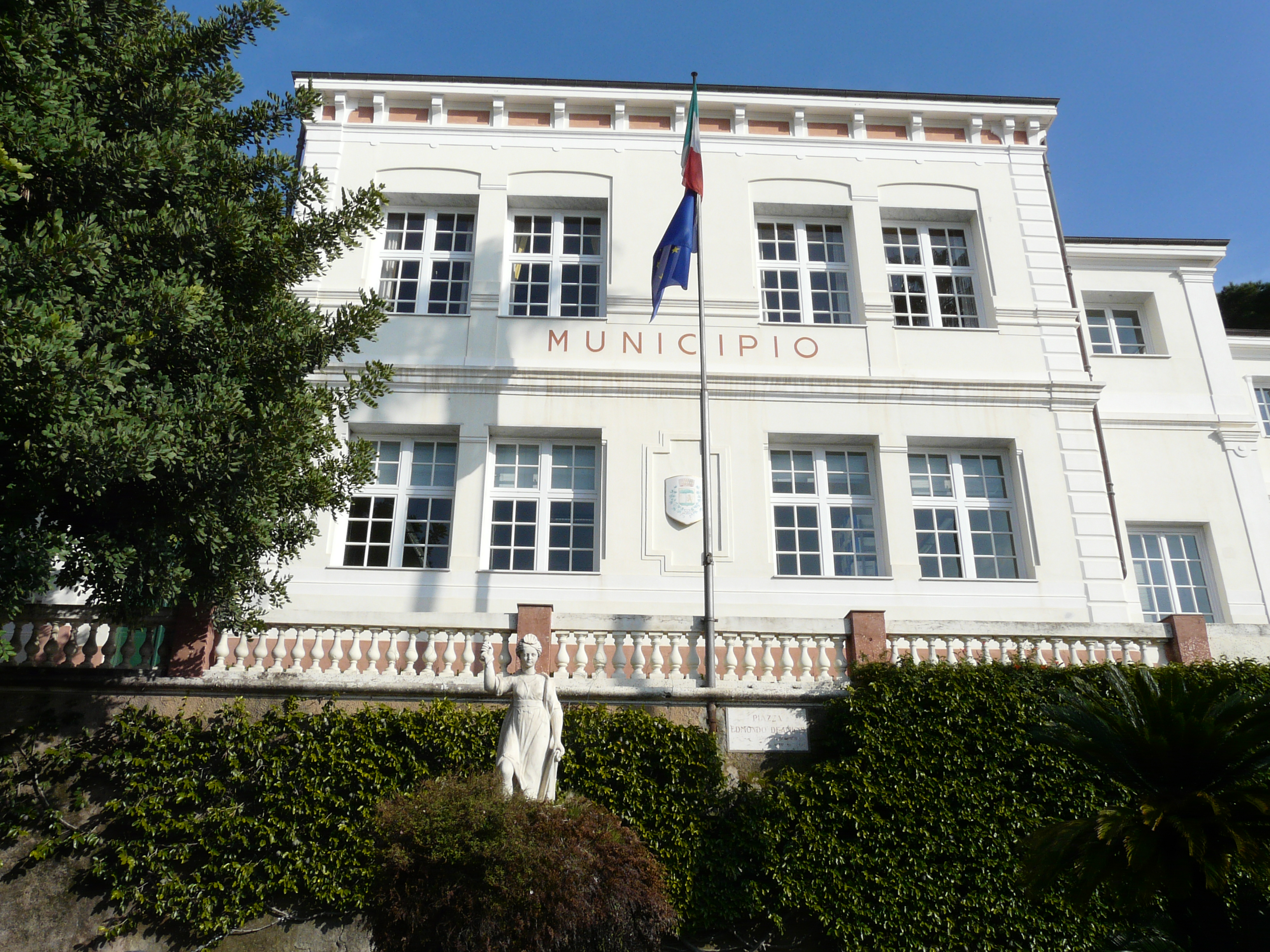

## Geboren
- Luca Barla (1987), wielrenner